# François Leclerc (médecin)
Pour les articles homonymes, voir Leclerc.
François Leclerc, né le 12 août 1856 à Ciry-le-Noble, et mort le 12 mars 1924, à Lyon est un médecin français.

## Biographie
François Leclerc est le fils de Joseph Leclerc (1813-1884) et de Françoise Dessoly (1823-1864).
Il épouse Anne-Antoinette Chantillin à Lyon, le 20 juillet 1886. Ils ont neuf enfants.
Externe des hôpitaux de Lyon en 1877, puis interne en 1881, il est chargé du service médical de Ruoms, en Ardèche pendant l'épidémie de choléra. Son courage et son dévouement sont récompensés par une médaille d’or qui lui est décernée le 20 septembre 1884.
En 1885, il soutient sa thèse sur La fièvre chez les chlorotiques. Il reçoit la médaille d'argent de la faculté de médecine de Lyon. Il est chef de clinique en 1887, puis médecin du dispensaire général en 1888. Il est nommé médecin à l'hôpital de la Charité de Lyon en 1892. Pendant la guerre de 1914-1918, il est affecté à l'ambulance des Chartreux à Lyon. Il est ensuite médecin chef de la station sanitaire d'Alix où il soigne les tuberculeux de guerre.
Il meurt le 12 mars 1924 et il est inhumé au cimetière de Loyasse à Lyon. 

### Sociétés savantes et distinctions
Le 31 mai 1910, il est élu membre de l'Académie des sciences, belles-lettres et arts de Lyon.
En 1916, il devient président de la Société nationale de médecine de Lyon. 
Le 10 novembre 1920, il est honoré de la décoration de chevalier de la Légion d'honneur.